# Benedikte Utzon
Benedikte Utzon (født 2. november 1965) er en dansk modedesigner uddannet på Margrethe-Skolen i København i 1988.
Hun startede i 1995 sit eget mærke med fokus på feminine linjer, råt design og en moderne følelse og har designet for bl.a. dronning Margrethe, kronprinsesse Mary og grevinde Alexandra. I 2009 blev hun udnævnt til det mest interessante brand på Tokyo International Fashion Fair. Mærket gik konkurs i 2012, og herefter lavede hun en aftale med Great Greenland. 
Hun har tidligere været chefdesigner for Dranella og Great Greenland og har vundet Smirnoff International Fashion Award.
Benedikte Utzon tabte i 2016 retten til sit eget navn i erhvervsmæssig sammenhæng.
Det afgjorde Højesteret på baggrund af, at hendes tidligere virksomhed og dermed hendes varemærke som designer var blevet opkøbt af firmaet Topbrands. Det skete, efter at Benedikte Utzons virksomhed gik konkurs.
Hun tog sagen hele vejen til Højesteret, men måtte da erkende, at hendes identitet ikke længere kunne blive brugt som et varemærke.
Siden derefter har hun designet med succes under navnet Liv Utzon.
Hun blev i 2012 skilt fra journalisten Lars Klingert, som hun har en datter med.